# Lepicolea yakusimensis
Lepicolea yakusimensis là một loài rêu tản trong họ Lepicoleaceae. Loài này được (S. Hatt.) S. Hatt. miêu tả khoa học lần đầu tiên năm 1953.